# Глобэкс

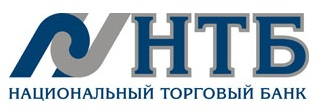
Национальный торговый банк — поглощённый банком Глобэкс

«Глобэкс» — существовавший до 2018 года российский коммерческий банк. Полное название — Акционерное общество коммерческий банк «Глобэкс». С 2008 года находился на санации Внешэкономбанком. Поглощен Связь-Банком.

## История
Основан в 1992 году. Изначально принадлежал его президенту Анатолию Леонидовичу Мотылеву, который посредством бенефициарного владения контролировал 98,938 % акций в уставном капитале. Мотылев создал банк на паритетной основе с российской страховой компанией «Росгосстрах». Среди акционеров было 18 юридических лиц, основные направления деятельности которых сосредоточены в нефтяной, газовой, автомобильной отраслях, машиностроении, внешнеэкономической деятельности.
Осенью 2008 года в результате финансового кризиса банк столкнулся с паническим оттоком вкладов. В итоге владельцы банка приняли решение о продаже его государственному Внешэкономбанку. Была произведена санация, государство потратило 80 миллиардов рублей, результатом стало восстановление ликвидности банка.
В феврале 2011 года 100% акций тольяттинского ОАО «Национального торгового банка» (НТБ) перешло в собственность Глобэкса.. Председатель совета директоров «Национального торгового банка» Владимир Каданников вошел в члены совета директоров «Глобэкс банка», президентом был избран Виталий Вавилин.
В течение десяти лет управления Внешэкономбанком Глобэкс так и не показал приемлемых результатов. Так, на конец 2017 года около половины его активов были проблемными. В июне 2016 года Внешэкономбанк заявил о готовящейся продаже «Глобэкса», однако в марте 2018 года отказался от прежних планов и анонсировал его объединение со «Связь-Банком». Также в декабре 2017 года сообщалось о предстоящем создании на базе «Глобэкса» банка для обслуживания оборонной промышленности и передаче его в связи с этим под контроль Росимущества, но эти планы также не были реализованы.
26 ноября 2018 года завершилось слияние банка «Глобэкс» со «Связь-Банком» в форме присоединения к последнему. Главным акционером объединенного банка остался ВЭБ.

## Руководство
- Овсянников, Валерий Владимирович — врио Председатель совета директоров—Президент банка (2017—2018)
- Дмитриев, Владимир Александрович — Председатель совета директоров банка (2011—2016)
- Вавилин, Виталий Владимирович — Президент банка (2009—2017)[14]

## Рейтинги и показатели
В 2009 году международное рейтинговое агентство Fitch Ratings присвоило банку «Глобэкс» рейтинг BB с прогнозом «развивающийся», в 2012 году рейтинг BB был подтверждён со «стабильным» прогнозом. Агентство Standard & Poor's также присвоило банку рейтинг BB с прогнозом «стабильный» и подтвердило рейтинг по национальной шкале «ruAA».
Осенью 2011 года банк входил в десятку по объёму выданных кредитов на одну точку.
В 2012 году банк «Глобэкс» вошёл в ежегодный рейтинг надёжности Forbes. Банк попал в группу «Высокая надёжность», заняв 30-е место с рейтингом 4 балла из 5. На 1 июля 2012 года активы нетто составляли 206 млрд рублей, чистая прибыль — 26,051 млн рублей.